# Psautier de Robert de Lisle
Pour les articles homonymes, voir Lisle.
Le psautier de Robert de Lisle est un manuscrit enluminé contenant autrefois le livre des Psaumes, exécuté en Angleterre vers 1310. Il a été commandé par le baron Robert de Lisle (en). Relié avec un autre psautier au cours du XVIe siècle, il est actuellement conservé à la British Library à Londres.

## Histoire
Le manuscrit a été commandé par le baron Robert de Lisle (en) vers 1310. Une inscription présente sur le manuscrit (f.122) indique que le baron a fait don de son ouvrage le jour de la sainte Catherine, le 25 novembre 1339, à sa fille Audere. Il y stipule qu'à la disparition de celle-ci, l'ouvrage devra être donné à sa sœur Alborou et ensuite au prieuré de Chicksand (en). Ce dernier a été fondé sur une terre donnée par Robert de Lisle non loin de son manoir de Campton, dans le Bedfordshire.
Après la dissolution des monastères, le manuscrit appartient à des particuliers et entre en possession de William Howard (1563-1640), dernier fils de Thomas Howard (4e duc de Norfolk). Son nom est inscrit au f.117, suivi de la date 1590. Il fait relier le manuscrit avec un autre psautier et livre d'heures dit psautier et heures Howard (en), probablement en raison de la présence de diagrammes théologiques similaires. Il le lègue à son neveu, Thomas Howard (14e comte d'Arundel), homme politique et collectionneur. Son petit-fils, Henry Howard (6e duc de Norfolk) fait don d'un partie de sa collection à la Royal Society en 1667. Les manuscrits Arundel, au nombre de 550, sont acquis auprès de cette institution par le British Museum en 1831. Cette collection appartient désormais à la British Library.

## Description

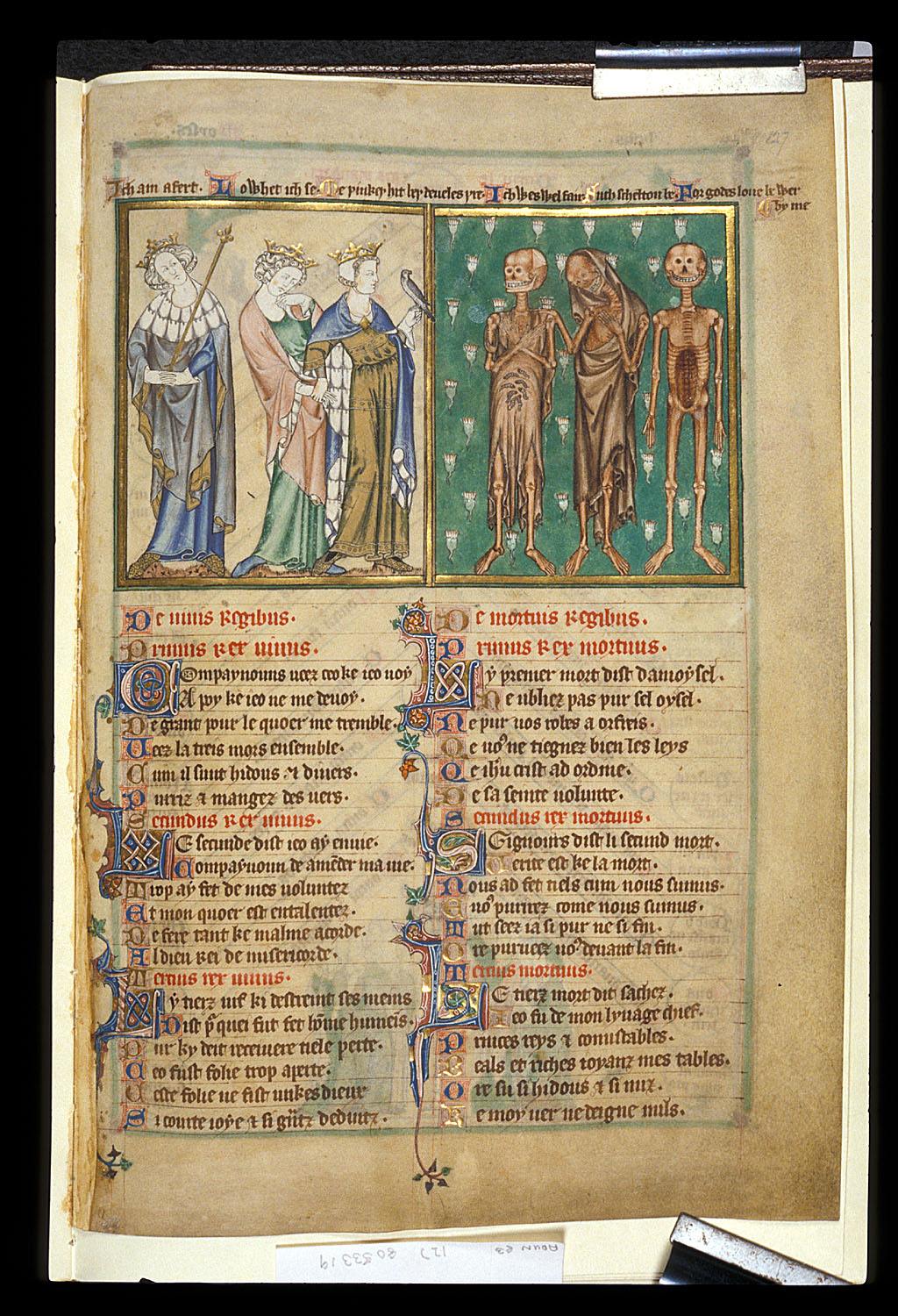
Miniatures des trois morts et des trois vifs, f.127r.

L'ancien psautier se limite au sein du manuscrit actuel à un calendrier à l'usage de Sarum, f.117-122v. suivi de 24 pages entièrement enluminées et reliées dans le désordre. Le texte du psautier a entièrement disparu. Ces miniatures sont attribuées pour 19 d'entre elles à une première main appelée le Maître de la Vierge à l'Enfant :
- 13 diagrammes didactiques, dévotionnels et moraux (f.123v, 125v, 126, 126v, 127, 127v, 128, 128v, 129, 129v, 130v., 131, 135)
- 5 pages d'images de la vie du Christ, découpées en 4 ou 6 images par page
- 2 miniatures en pleine page représentant d'un côté la Vierge à l'Enfant et de l'autre la Crucifixion (f.131v-132r.)

D'autres miniatures ont été ajoutées à une date plus tardive, vers 1330-1340 : 5 miniatures en pleine page représentant le christ en majesté (f.130), un Chérubin (f.130v.), l'Ascension (f.133v.), la Pentecôte (f.134r) et le Couronnement de la Vierge (f.134v.). Elles sont attribuées à une seconde main appelée Maître du Christ en majesté. Cet artiste anglais est proche dans son style de l'enlumineur parisien Jean Pucelle.
Le manuscrit est surtout connu pour ses diagrammes liée à la Speculum Theologie : leur principe a été défini par Jean de Metz, un franciscain actif à Paris vers 1273. Il s'agit de matérialiser sous une forme graphique des principes moraux ou théologiques. Le psautier De Lisle est le manuscrit comportant le plus grand nombre de diagrammes, tous d'une grande richesse iconographique :
- la sphère de John Peckham : schéma cosmologique en 15 cercles concentriques ou la montée en 15 étapes jusqu'au siège de Salomon (f.123v)
- la roue des douze attributs de l'existence humaine (f.126r)
- la roue des 10 âges de l'homme (f.126v)
- les trois morts et les trois vifs, suivis d'un poème en anglo-normand (« Compaynouns ueez ceo ke ieo uoy ») (f.127r)
- la table des 10 commandements (f.127v)
- la table des 12 articles de la foi (f.128r)
- l'arbre des vices (f.128v)
- l'arbre des vertus (f.129r)
- la table des 7 actes de la passion (f.131r)
- la roue des 7 ou 7 septagénaires associant 7 cercles concentriques (f.129v)
- l'arbre de vie de saint Bonaventure (f.125v)
- le chérubin (d'après Alain de Lille) présentant la hiérarchie des vertus selon des 6 ailes et leurs plumes (f.130v)
- la tour de sagesse (f.135r)

## Œuvres en rapport
Le peintre anglais préraphaélite Frederick Sandys a effectué des dessins à l'encre et aquarelle, copiant des extraits de miniatures du manuscrit. Ces dessins sont conservés au Birmingham Museum and Art Gallery.